# Maurizio Carta (urbanista)
Maurizio Carta (Palermo, 7 gennaio 1967) è un urbanista italiano.
Professore ordinario di urbanistica del Dipartimento di Architettura dell'Università degli Studi di Palermo, insegna progettazione urbanistica e pianificazione territoriale ed è autore di numerose pubblicazioni scientifiche e divulgative.

## Biografia
Nel 1991 si laurea in Architettura all'Università di Palermo con una specializzazione in Urbanistica e nel 1996 il dottorato di ricerca in pianificazione urbana e territoriale, sotto la guida scientifica di Vincenzo Cabianca con cui collabora negli anni successivi. Prende parte all'avvio del corso di laurea in Pianificazione Territoriale, Urbanistica e Ambientale, che si ispira alla visione olistica di Adriano Olivetti, a quella analitica di Giovanni Astengo e a quella progettuale di Giancarlo De Carlo di una urbanistica come disciplina politica, tecnica e sociale complessa, capace di integrare diverse conoscenze, interpretazioni, strumenti e soggetti sociali per progettare e governare la città, il territorio e il paesaggio. Dal 2013 all'ottobre 2015 è il coordinatore del corso di studi interclasse in Scienze della pianificazione territoriale, urbanistica, paesaggistica e ambientale (triennale) e in Pianificazione territoriale, urbanistica e ambientale (magistrale). Dal 2007 al 2009 è stato il Direttore del Dipartimento Città e Territorio dell'Università di Palermo, dal 2015 al 2019 è stato il Presidente della Scuola Politecnica.
Nel 1993 avvia rapporti di ricerca in Francia con l'Université de Paris Val de Marne, con l'Institute d'Urbanisme de Paris e il Centre de Documentation sur l'Urbanisme, attraverso i quali vengono elaborate le prime teorizzazioni sul valore del patrimonio culturale territoriale come matrice identitaria e strumento di sviluppo. Nel 1999 e nel 2000 trascorre un periodo di studio negli USA presso la Columbia University a New York, frequentando la School of Architecture and Planning, dove conduce uno studio sugli effetti della rigenerazione urbana nei quartieri di SoHo, Chelsea e Harlem sotto la direzione di Peter Marcuse, in occasione del quale approfondisce il valore delle politiche culturali e della creatività nei processi di pianificazione e di progettazione urbana. Tra il 2004 e il 2008 svolge attività di ricerca a Londra per elaborare il nuovo paradigma della città creativa.
Con il libro L'armatura culturale del territorio inaugura un filone di studi urbanistici sulla conservazione e la valorizzazione del patrimonio culturale e del paesaggio che rafforza il mainstream europeo di una pianificazione della città e del territorio alimentata dalle identità culturali, considerate sia matrici che strumenti per lo sviluppo locale sostenibile, piuttosto che valori solo da conservare Gli studi sull'armatura culturale del territorio hanno prodotto alcune ricerche applicate finalizzate alla individuazione di parametri qualitativi e quantitativi per la formazione di "sistemi culturali locali" in Sicilia.
Maurizio Carta è il teorico italiano della "città creativa", argomento su cui ha pubblicato il volume Creative City. Dynamics, Innovations, Actions (Barcellona, ListLab, 2007) nel quale viene proposto un manifesto per la progettazione delle città creative di "seconda generazione" fondate sulle 3C: Cultura, Comunicazione e Cooperazione. Lo scenario della crisi globale e il mutamento delle politiche urbane lo ha condotto alla individuazione di una terza generazione e alla conseguente elaborazione del paradigma della "città creativa 3.0", capace di generare nuova città e nuovi cicli di vita più creativi, intelligenti e sostenibili, in grado di agire come propulsori di nuove politiche urbane per uscire dalla crisi. È uno dei firmatari del "Manifesto per la cultura" promosso da Il Sole 24 Ore.
Sui temi della rigenerazione dei waterfront ha elaborato alcune metodologie innovative e sperimentazioni progettuali, iniziate nel 2005 e sintetizzate nel 2013 nel "paradigma della città fluida", proposto nell'ambito di un progetto di cooperazione internazionale tra Italia e Malta, e applicato al masterplan per la rigenerazione del waterfront di Palermo.
Il libro Reimagining Urbanism (Trento, ListLab, 2013) offre una interpretazione delle città occidentali nell'era della metamorfosi, intese non solo come potenti attrattrici di popolazione, ma soprattutto come soggetti attivi di nuove relazioni con le aree suburbane e le zone rurali, come attivatrici di ecosistemi creativi e come alimento di nuovi sistemi produttivi makers-based. Viene proposta una urbanistica capace di rinnovare il "metabolismo urbano", conciliandolo con la tutela dell'ambiente, con la riduzione dei consumi, con il consolidamento del welfare, nonché con l'incentivazione di startup innovative in grado di stimolare l'intelligenza e la creatività, di potenziare l'agricoltura urbana ed attuare il riciclo delle aree e delle infrastrutture, di gestire l'adattamento climatico e l'efficienza energetica delle città. Nel 2017, a partire dalle sfide che attendono le città contemporanee (il cambiamento climatico, la società della conoscenza, la diffusione della rete e l’economia circolare) Maurizio Carta propone il nuovo paradigma della “Augmented City”, una città più senziente, intelligente e open source, basata sulla creatività, sulla resilienza e sul riciclo per essere più produttiva, più fluida e reticolare. Soprattutto la città aumentata è una piattaforma spaziale, sociale, culturale ed economica che incrementa la qualità della vita dei suoi abitanti e necessita per la sua progettazione e sviluppo di un approccio strategico incrementale e adattivo.
Nel 2019 pubblica il libro Futuro. Politiche per un diverso presente (Rubbettino) con l'intenzione di rivoluzionare il modo con cui pensiamo al futuro e agiamo per realizzarlo. Il libro rifiuta una visione fatalista, ma vuole aprire il pensiero e l’azione dei lettori ad una visione della crisi che stiamo attraversando, individuando le strade per uscire dalla metamorfosi miglior di come vi siamo entrati. Il libro assume consapevolmente una prevalente dimensione politica, nella convinzione che l’architettura sia politica, e che l’urbanistica sia la più politica delle sue declinazioni, perché essa ha il privilegio – e il dovere – di dare forma ai desideri della società. Il libro ha l’ambizione palese di “nutrire l’intellettuale collettivo”, un soggetto plurale e diffuso in cui intelligenza e cultura, soggetti istituzionali e informali, abbandonata ogni separatezza elitaria, lasciate le rispettive tribù, si reintegrino nel processo di emancipazione e responsabilizzazione della cittadinanza attiva. Il libro è diviso in due parti. La prima affronta le metamorfosi che stiamo attraversando, demolendo i falsi idoli dello sviluppo e aprendo le porte alla transizione del nostro modello di vita, produzione e mobilità per affrontare il Nuovo Regime Climatico in cui siamo entrati. La seconda parte individua le principali sfide per l’Italia e soprattutto per la Sicilia e per il Mezzogiorno. Sfide culturali, sociali e politiche che richiedono di rivedere i luoghi che abitiamo, la loro sicurezza, la valorizzazione del patrimonio culturale e ambientale, il modo con cui ci muoviamo e come produciamo.
Con il libro Città Aumentate. Dieci gesti-barriera per il futuro (Il Margine, 2021) postula una teoria per cui le città non sono solo luoghi dell’abitare, ma sono nate per essere anche potenti dispositivi creativi per costruire relazioni feconde, produrre nuove economie e accelerare l’innovazione delle comunità. Quando diventano luoghi delle diseguaglianze e del conflitto e generano povertà ed emarginazioni, invece, esse perdono la loro funzione co-evolutiva con l’umanità. Oggi, soprattutto dopo il tempo pandemico e nella crisi climatica ed energetica, le città somigliano sempre più a caotiche agglomerazioni urbane predatorie e insalubri, generando la tentazione di una fuga verso improbabili borghi-rifugio contro il contagio. La città produce l’anti-città come un’infezione che erode dall’interno il patto urbano che sta alla base del nostro vivere collettivo, muovendosi pervasiva e invisibile dentro i meccanismi di produzione dello spazio urbano contemporaneo, inquinandone l'identità, assottigliandone il tessuto sociale e aumentandone la fragilità. Il libro, quindi, invoca una rivoluzione urbana, proponendo una guida concettuale e operativa per i cittadini, i progettisti, gli imprenditori e gli amministratori per produrre la necessaria innovazione urbana attraverso attraverso dieci “gesti-barriera” per rendere la città a prova di crisi, e per cambiare un modo di vivere le città che non vogliamo più accettare. Dieci gesti-barriera da usare insieme per attivare le “città aumentate”, capaci di dare una risposta concreta alle principali sfide del secolo: mitigare e contrastare i cambiamenti climatici, rafforzare la società della conoscenza, rimodulare la globalizzazione delle reti e aumentare la sostenibilità dell’ecosistema urbano.
Nel 2022 pubblica il libro Homo urbanus. Città e comunità in evoluzione (Donzelli, 2022), dedicato alla necessità di un salto evolutivo dell’umanità e delle città, insieme. La città, infatti, è eminente condensato di un mondo in cui l’umano è sempre più urbano, è reificazione della cultura dell’umanità, è corpo delle emozioni, è spazio fisico su cui atterra il pensiero. La città è splendido palinsesto della memoria dell’umanità, matrice della evoluzione della specie umana, e adesso deve essere il più brillante progetto di futuro per la specie umana in evoluzione dall’Homo sapiens che ha attraversato la rivoluzione cognitiva, quella agricola e quella industriale e che, per non soccombere alla sua stessa evoluzione, si avvia a compiere nelle città, forma prevalente dell’abitare, la transizione ecologica e la transizione digitale per raggiungere un nuovo stadio evolutivo verso l’Homo urbanus. Il libro dedica particolare attenzione al nuovo canone di rigenerazione urbana, poiché non è di una creazione ex novo che abbiamo bisogno, ma di un salto evolutivo delle città esistenti, fatto di aggiustamenti, modellamenti e adattamenti, per accogliere meglio e far progredire la nuova specie urbana. Un protocollo di rigenerazione urbana deve essere capace di riattivare un nuovo metabolismo urbano più creativo, inclusivo ed ecologico, da applicare nei processi/progetti di trasformazione urbanistica che debbano agire per riattivare parti di città (quartieri, distretti, comparti) o di territorio (aree periurbane e rururbane) che debbano uscire da condizioni di declino economico, fragilità sociale, desertificazione demografica o funzionale, dismissione industriale e manifatturiera, rischio ambientale. Viene, quindi, proposta un’urbanistica-bricolage che utilizzi, ricomponendoli, i materiali che le provengono dalla percezione condivisa della realtà, dalle righe di codice scritte da programmatori parziali e dall’arcipelago di spazi vissuti e percepiti in cui è immersa. Serve un’urbanistica aperta e dialogica prodotta da numerosi soggetti con diverse sapienze e portatori di differenti tipi di conoscenza che, insieme, concorrano ad una maggiore customizzazione del progetto di città: un’urbanistica custom made e talvolta self service. Il libro propone un nuovo protocollo, chiamato Cityforming, un processo incrementale e adattivo il quale agisce contemporaneamente con la lungimiranza della visione e con il pragmatismo delle tattiche e delle azioni quotidiane, vive dentro un campo di probabilità determinando a sua volta un ampio spettro di possibilità. Il Cityforming stimola a essere contemporaneamente tempestivi e lungimiranti, immaginare il tempo lungo e agire nel momento propizio, immaginare il futuro e adattare il diverso presente.
Le teorie e le metodologie prodotte nell'attività di ricerca sono state applicate e sperimentate in piani strategici e di area vasta: il Piano Strategico di Area Vasta del Nord Barese-Ofantino e il Piano Strategico per Palermo Capitale, fondati sui principi delle città creative; il Piano Regolatore Portuale di Palermo e il Progetto per il Territorio-Snodo di Palermo, basati sul paradigma della città fluida; il Piano paesaggistico del Corleonese, del Partinicese e dei Sicani e il Piano del Parco dell'Appennino Lucano che applicano il concetto di armatura culturale e ambientale del territorio come matrice di sviluppo sostenibile.
Dal 1996 è membro della Società Italiana degli Urbanisti, di cui nel 2000-2003 ha fatto parte del direttivo nazionale e dal 2014 fa parte della giunta esecutiva. Dal 2012 fa parte del comitato scientifico della Rete delle Città Strategiche (RECS). Dal 2018 fa parte del Comitato Scientifico di Europan Europa, il programma europeo di concorsi, con cadenza biennale, rivolto a giovani architetti e progettisti di tutto il mondo.
Dal 2009 al 2011 è stato assessore al Piano strategico e al centro storico del Comune di Palermo, promuovendo la riqualificazione delle eccellenze culturali della città per l'inserimento dell'Itinerario Arabo-Normanno nella lista del Patrimonio dell'Umanità UNESCO. Ha anche collaborato al tentativo di Palermo di essere designata "Capitale europea della cultura 2019" (ha fatto parte della cabina di regia per la redazione del progetto di candidatura), anche se poi Palermo non è stata inserita tra le 6 candidate finali per l'Italia. Ruolo politico che è recentemente tornato a ricoprire.
Dal 2012 dirige lo Smart Planning Lab, un luogo di ricerca applicata per la promozione della cultura delle smart cities and communities e un laboratorio per la predisposizione di metodi, protocolli e strumenti per città più intelligenti, sostenibili e creative. Dal 2014 al 2018 fa parte del comitato scientifico del Parco archeologico di Selinunte e cave di Cusa.
Dal 2007 al 2014 è stato prorettore dell'Università di Palermo con delega allo sviluppo territoriale. È stato presidente del comitato tecnico-scientifico della Libera università della politica, fondata da padre Ennio Pintacuda S.J. Dal 2019 fonda e dirige "Futura", una scuola di cultura politica per giovani under 35 che vogliano formarsi a interpretare la politica come servizio alla comunità e come capacità di fornire risposte competenti.
Nel 2015 la Biennale Internazionale di Architettura di Buenos Aires gli conferisce un premio per la sua attività di ricerca e sperimentazione sulla rigenerazione urbana a base creativa.
Nel 2018 fa parte del team curatoriale del Padiglione Italia "Arcipelago Italia" curato da Mario Cucinella per la 16ª Biennale di Architettura di Venezia e dedicato alle aree interne del paese. Fa anche parte del team progettuale per la redazione del progetto strategico per il Belice e Gibellina nell'ambito dello stesso padiglione.
Nel 2018 cura insieme a Ippolito Pestellini Laparelli, partner di OMA, la mostra Manifesta 12 Studios nell'ambito di Manifesta 12, la Biennale nomade di arte contemporanea che si tiene a Palermo. Lungo l’arco di due semestri, quattro laboratori internazionali provenienti da quattro importanti scuole di architettura (Architectural Association e Royal College of Art di Londra, l’olandese TU Delft e Università degli Studi di Palermo) hanno investigato, studiato e delineato scenari futuri per la città di Palermo.
Nel 2018 partecipa al TEDx Rimini con un talk dal titolo "Augmented City: il paradigma dell'innovazione per le città del futuro" dedicato al nuovo paradigma delle città aumentate per abitare il Neoantropocene. Viene nominato dal Ministero degli Affari Esteri come Ambassador dell'Italian Design Day 2019 e in tale ruolo tiene alcune lectures presso le Ambasciate e gli Istituti di Cultura Italiana a Porto Alegre e San Paolo in Brasile.
Dal 2019 è il coordinatore dello Steering Committee per l'elaborazione della "Carta delle Comunità Resilienti" promossa nell'ambito delle attività del Padiglione Italia, curato da Alessandro Melis, per la 17ª Biennale di Architettura di Venezia.
Dal 2022 è assessore alla rigenerazione urbana, sviluppo urbanistico della città policentrica e mobilità sostenibile del Comune di Palermo.

## Pubblicazioni
- L'armatura culturale del territorio. Il sistema museale scientifico a Palermo, Palermo, DCT, 1994. 2ª ed.: 1997.
- Pianificazione territoriale e urbanistica: dalla conoscenza alla partecipazione, Palermo, Medina, 1996.
- L'armatura culturale del territorio. Il patrimonio culturale come matrice di identità e strumento di sviluppo, Milano, FrancoAngeli, 1999. ISBN 88-464-1140-4.
- Teorie della pianificazione: questioni, paradigmi e progetto, Palermo, Palumbo Editore, 2003. ISBN 88-8020-519-6.
- Next City: culture city, Roma, Meltemi Editore, 2004. ISBN 88-8353-303-8.
- Creative City. Dynamics, Innovations, Actions, Trento, List, 2007. ISBN 978-88-95623-03-0.
- Governare l'evoluzione: principi, metodi e progetti per una urbanistica in azione, Milano, FrancoAngeli, 2009. ISBN 978-88-568-0239-9.
- “Culture, Communication and Cooperation: The Three “C” of the Creative City”, in Aa.Vv., Piensa Madrid, Madrid, La Casa Encendida, 2009, pp. 301–313.
- “Culture, communication and cooperation: the three Cs for a proactive creative city”, in International Journal of Sustainable Development, Vol. 12, No.2/3/4, 2009, pp. 124–133.
- “Creative City 3.0. New scenarios and projects”, in Monograph.it, n.1, 2009.
- “Città creativa 3.0. Rigenerazione urbana e politiche di valorizzazione delle armature culturali”, in M. Cammelli, P.A. Valentino (a cura di), Citymorphosis. Politiche culturali per città che cambiano, Firenze, Giunti, 2011, pp. 213–22.
- “Creative Cities in Italy: new scenarios and projects”, in Journal of Urban Planning International, n. 3, 2012.
- "Il paradigma della città fluida", in L'Atlante dei Waterfront. Visioni, paradigmi, politiche e progetti per i waterfront siciliani e maltesi, Palermo, 2013. ISBN 978-88-904849-1-9.
- Reimagining Urbanism. Città creative, intelligenti ed ecologiche per i tempi che cambiano, Trento, List Lab, 2013. ISBN 978-88-95623-75-7.
- "Smart Planning and Intelligent Cities: A New Cambrian Explosion", in E. Riva Sanseverino et al. (eds.), Smart Rules for Smart Cities, Springer, 2014. ISBN 978-3-319-06421-5
- Urban Hyper-Metabolism, con B. Lino, Roma, Aracne, 2015. ISBN 978-88-548-8654-4
- Territori Interni. La pianificazione integrata per lo sviluppo circolare: metodologie, approcci, applicazioni per nuovi cicli di vita, con D. Ronsivalle, Aracne, Roma, 2015.
- Smart Planing for Intelligent Cities: the Open Source Paradigm, Barcelona, Iaac bits, 3.2.3, 2015. ISSN 2339-8647.
- Re-cyclical Urbanism. Visioni, paradigmi e progetti per la metamorfosi circolare, con B. Lino, D. Ronsivalle, Trento-Barcelona, ListLab, 2016.
- Patrimonio e Creatività. Agrigento, la Valle e il Parco, Trento-Barcelona, ListLab, 2016.
- The Fluid City Paradigm. Waterfront Regeneration as an Urban Renewal Strategy, con D. Ronsivalle, Zurich, Springer, 2016. ISBN 978-3-319-28003-5
- Augmented City. A Paradigm Shift, Trento-Barcelona, ListLab, 2017.
- Pianificare l'innovazione locale. Strategie e progetti per lo sviluppo locale creativo: l'esperienza del SicaniLab, con A. Contato, M. Orlando, Milano, FrancoAngeli, 2017.
- Territories. Rural-Urban Strategies, con J. Schröder, M. Ferretti, B. Lino, Berlin, Jovis, 2017.
- Dynamics of Periphery. Atlas of Emerging Creative Resilient Habitats, con J. Schroeder, M. Ferretti, B. Lino, Berlin, Jovis, 2018.
- Futuro. Politiche per un diverso presente, Rubbettino, 2019.
- "La città della prossimità aumentata", in Il Giornale dell'Architettura, 2020.
- "Augmented Cities in Post-pandemic Cities", in Domus Greater China, Special Issue Digital Community, october, 2020.
- “Palermo. Biografia progettuale di una città aumentata”, LetteraVentidue, 2021.
- ”Città aumentate. Dieci gesti-barriera per il futuro”, Il Margine, 2021.
- ”Homo urbanus. Città e comunità in evoluzione”, Donzelli, 2022.

- "Palermo. Un'idea di cui è giunto il tempo", Marsilio, 2023.